# Athenea del Castillo
Athenea del Castillo Beivide (ur. 24 października 2000) – hiszpańska piłkarka grająca na pozycji napastniczki w klubie Real Madryt oraz reprezentacji Hiszpanii. Mistrzyni Świata.

## Sukcesy
Hiszpania
- Mistrzostwo świata: 2023